# Château de Coëtbo
Le château de Coëtbo est situé sur la commune de Guer, dans le département du Morbihan en Bretagne.

## Histoire

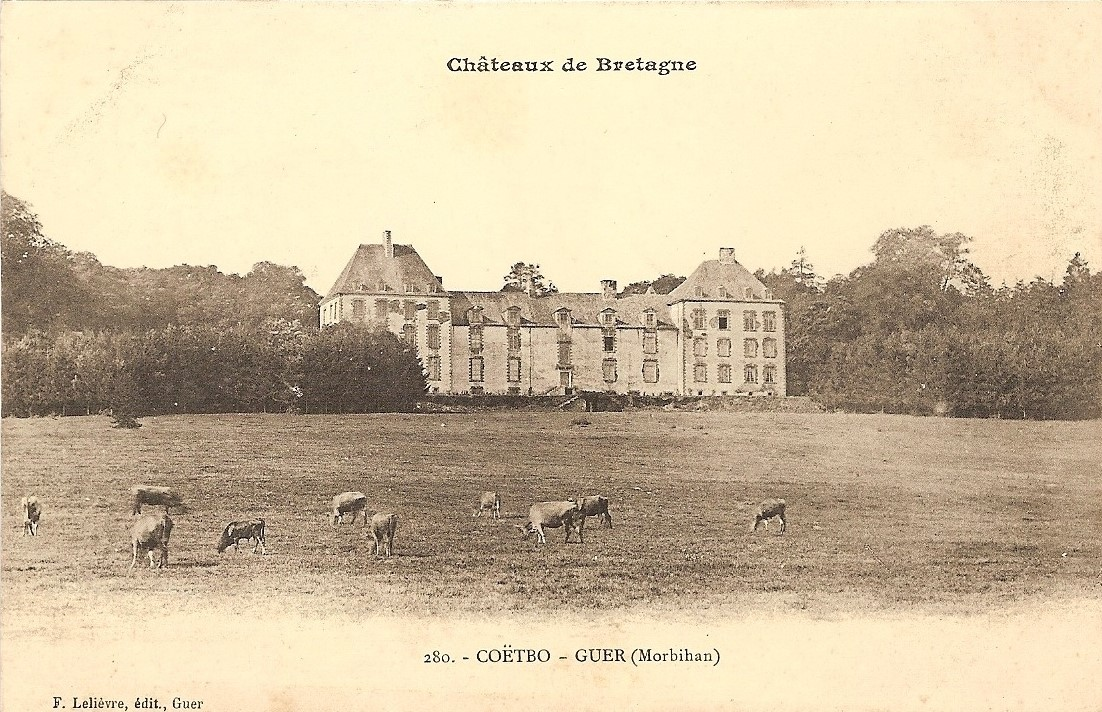
Le château de Coëtbo au début du XXe siècle (carte postale).

Le château est édifié au XVIIe siècle par l'architecte royal Pierre Hureau, à l'emplacement d'une forteresse détruite pendant la guerre de la Ligue.
Pendant la Révolution, Coëtbo servit aussi de quartier général aux armées chouannes de Bretagne après le désastre de Savenay.
Il appartient à Auguste Carouge, maire de Guer.
Le château, y compris les communs, la conciergerie, la chapelle, le pigeonnier ainsi que le jardin avec ses terrasses et leurs escaliers, est classé au titre des monuments historiques par arrêté du 4 juin 1993.
Le château est acheté par Marie-Hélène et Albert Kfouri.

## Architecture
Le corps de logis principal est flanqué de deux pavillons carrés. Les communs comprennent notamment une chapelle et un colombier.

## Galerie d'images

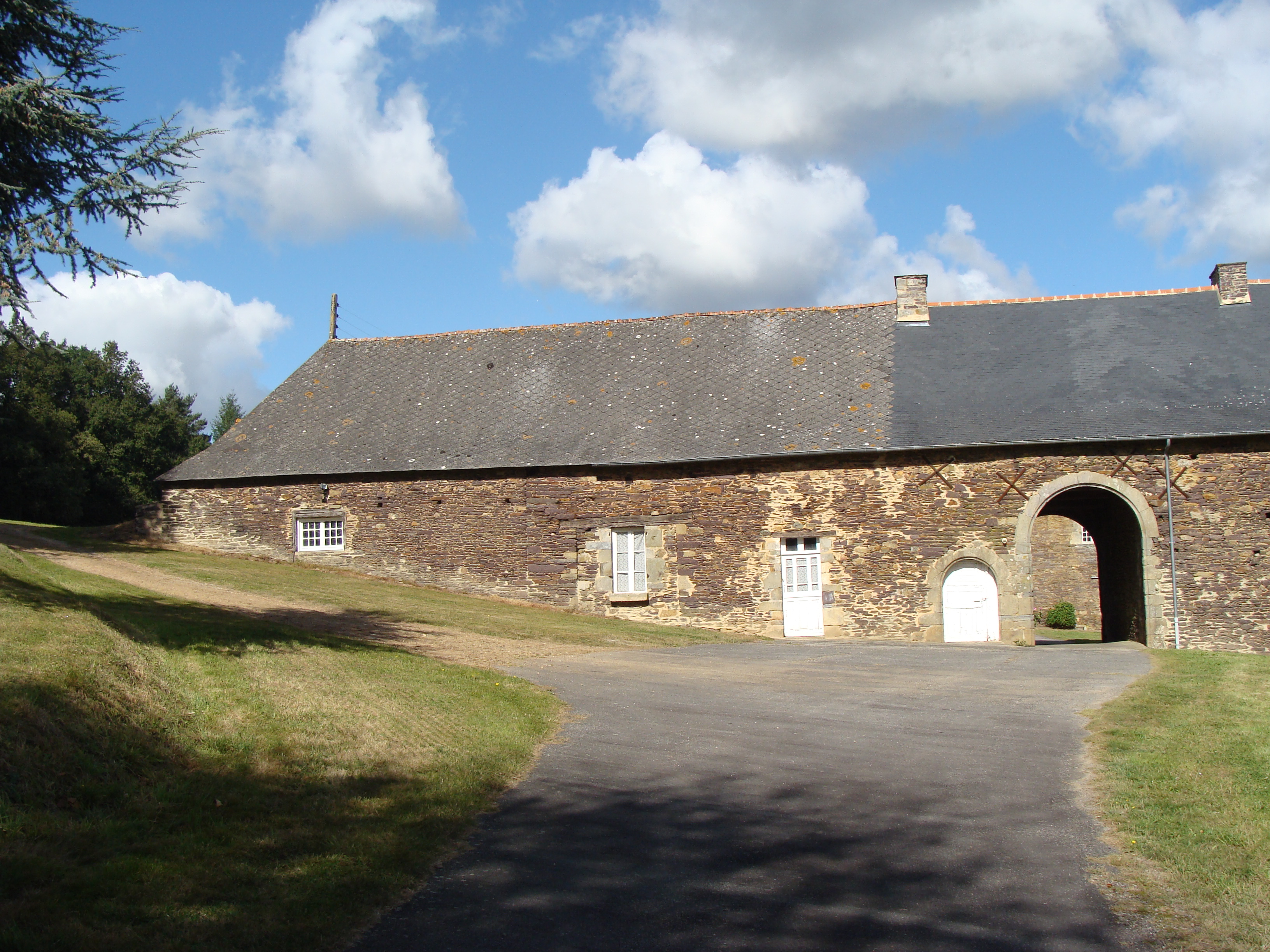
Entrée.
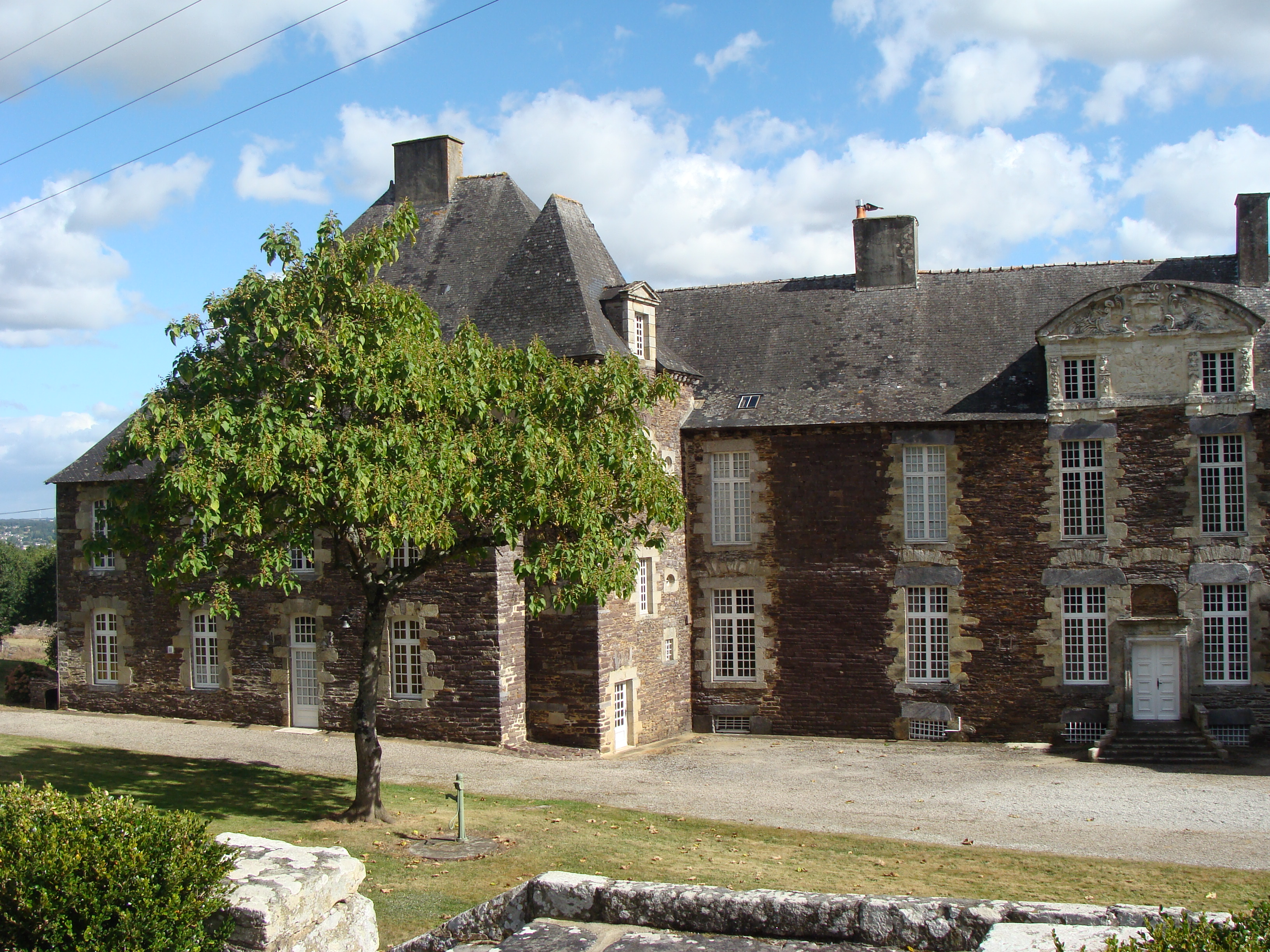
Vue de la cour.
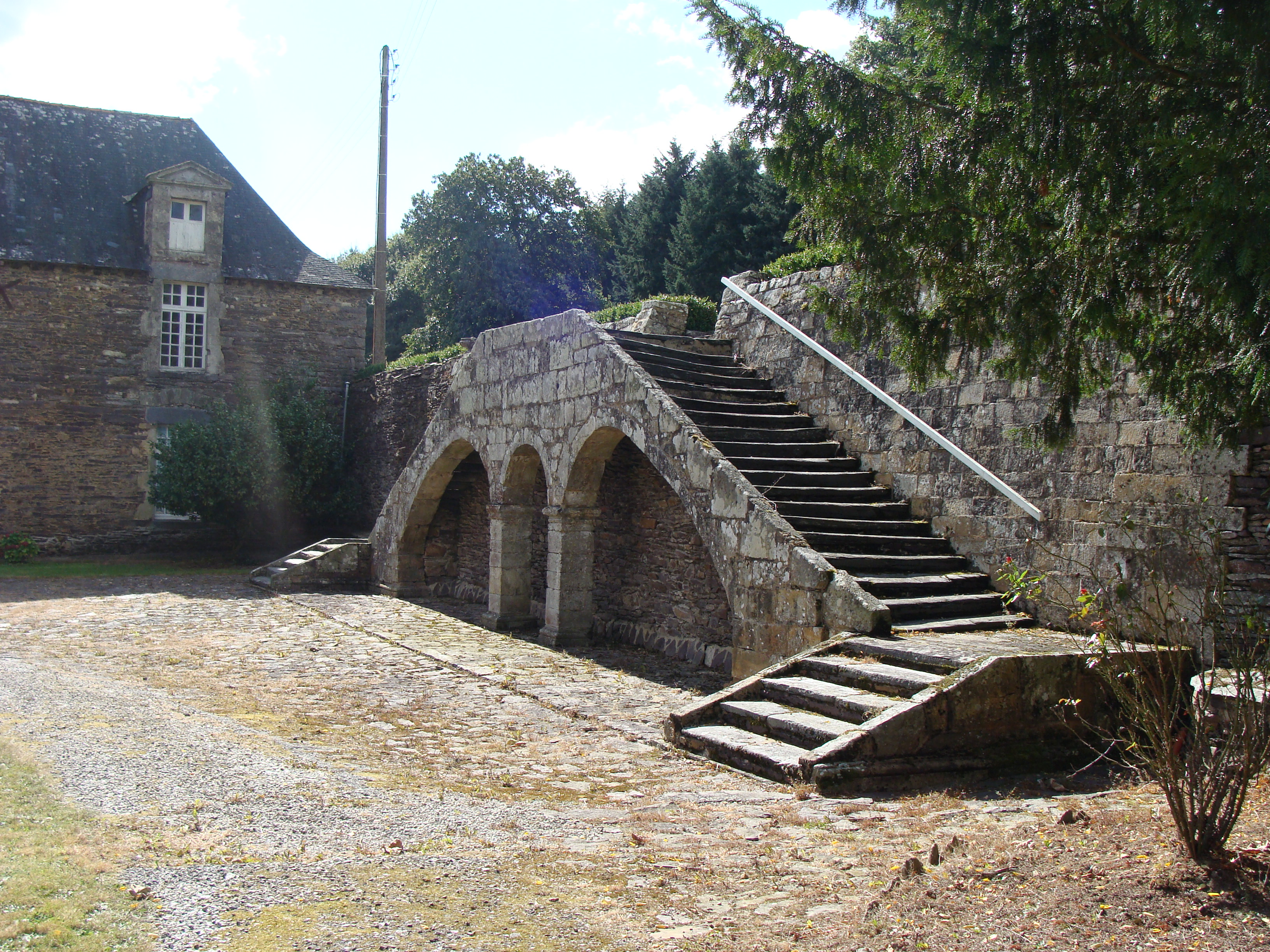
Le grand escalier extérieur.
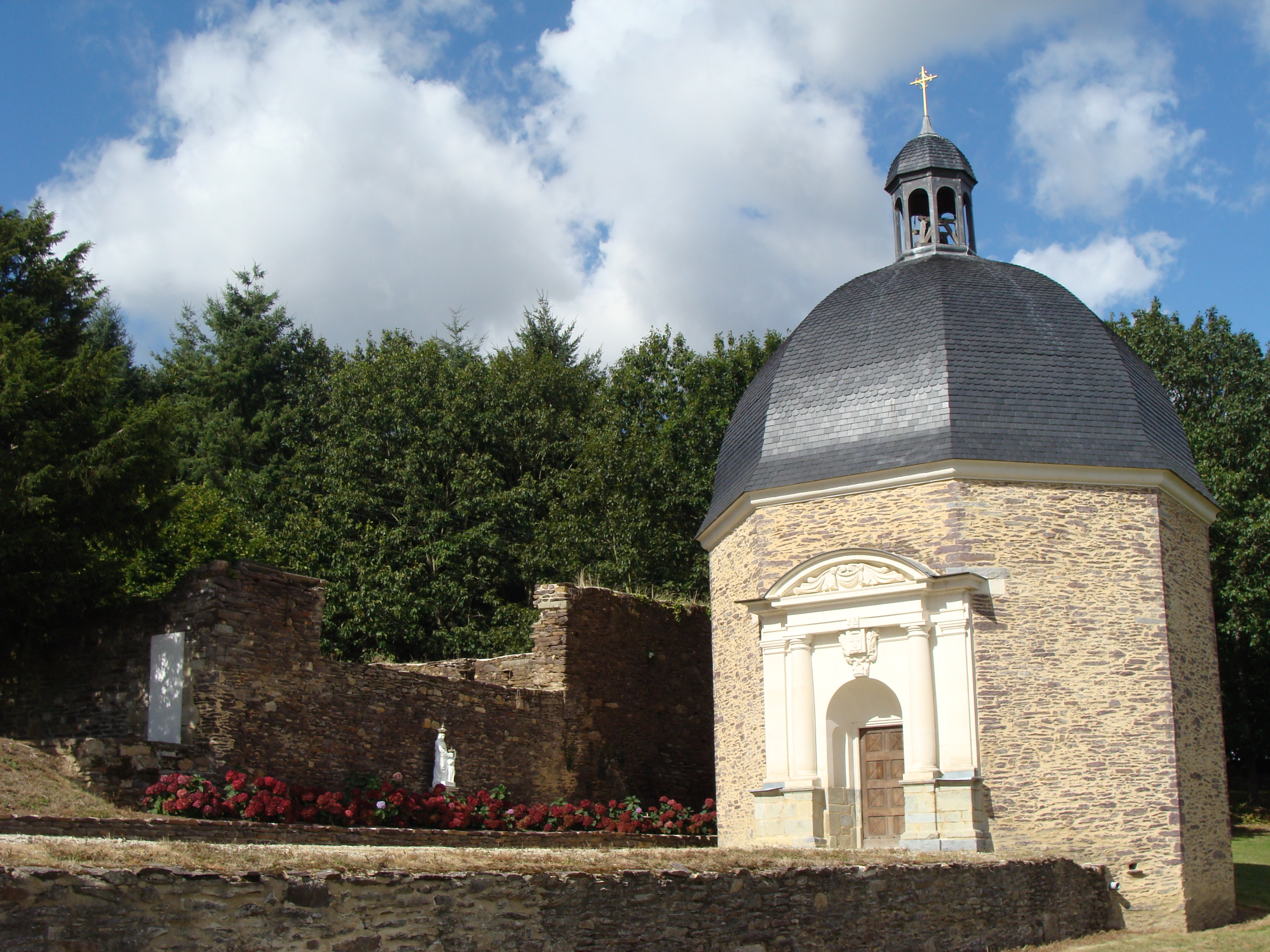
La chapelle.
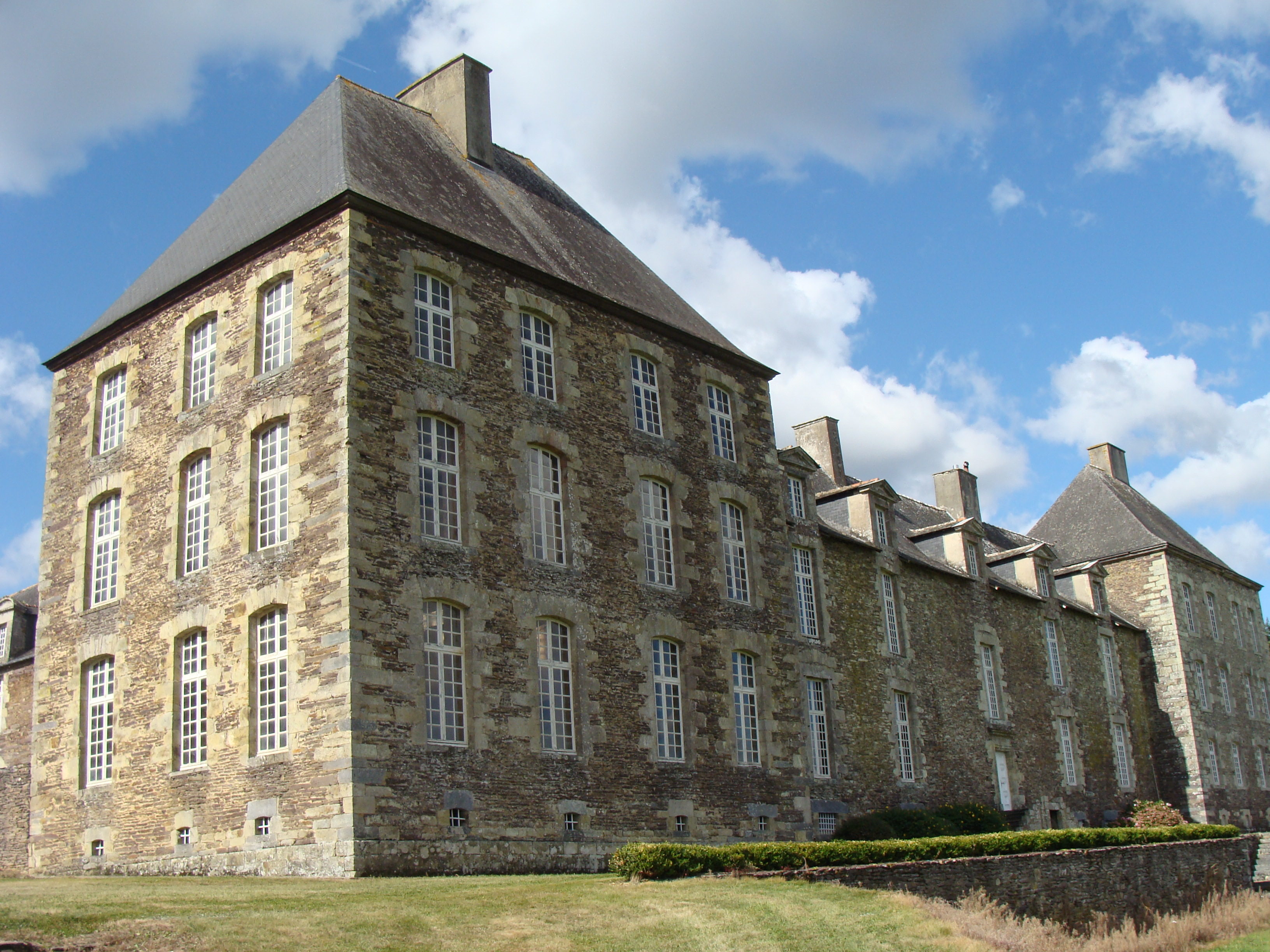
La façade.